# L’Escale
L’Escale ist eine französische Gemeinde mit 1402 Einwohnern (Stand 1. Januar 2022) im Département Alpes-de-Haute-Provence in der Region Provence-Alpes-Côte d’Azur. Sie gehört zum Arrondissement Digne-les-Bains und zum Kanton Château-Arnoux-Saint-Auban.

## Geografie
Der Ort liegt rund 15 Kilometer südöstlich von Sisteron am linken Ufer der Durance. Nachbargemeinden von L’Escale sind Volonne im Norden, Barras im Nordosten,  Mirabeau im Südosten, Malijai im Süden, Les Mées im Südwesten und Château-Arnoux-Saint-Auban im Westen.
An der westlichen Gemeindegrenze verläuft die Durance, die durch eine Wehranlage (Barrage de L’Escale) zur Stromerzeugung aufgestaut wird. Im äußersten Südwesten des Gemeindegebietes mündet der Fluss Bléone von links in die Durance.

### Verkehrsanbindung
L’Escale wird hauptsächlich durch die Route nationale 85 (Route Napoléon) erschlossen. Die Autobahn A51 entlang der Durance verläuft in der Nachbargemeinde Château-Arnoux-Saint-Aubin. Hier befindet sich auch der nächstgelegenen Flugplatz Aerodrome de Château-Arnoux-Saint-Aubin.

## Bevölkerungsentwicklung
| Jahr      | 1968 | 1975 | 1982 | 1990 | 1999 | 2009 | 2019 |
| Einwohner | 570  | 722  | 948  | 1100 | 1166 | 1282 | 1371 |

## Sehenswürdigkeiten
- Die Pfarrkirche von L’Escale enthält mehrere Objekte, die als Monument historique registriert sind[2].